# Marina Berti
Marina Berti, nom artístic d'Elena Maureen Bertolini (Londres, Anglaterra; 29 de setembre de 1924 - Roma, Itàlia; 29 d'octubre de 2002), fou una actriu de cinema i televisió italiana.

## Biografia
Nascuda a Londres, Anglaterra, el seu veritable nom era Elena Maureen Bertolini, i el seu pare era un italià emigrat al Regne Unit. A la fi de la dècada de 1930 va emigrar amb la seva família a Itàlia, i va establir-se a Florència per finalitzar els seus estudis. Apassionada de la interpretació, va participar en alguns espectacles teatrals abans d'actuar en els estudis de l'EIAR de Ràdio Florència.

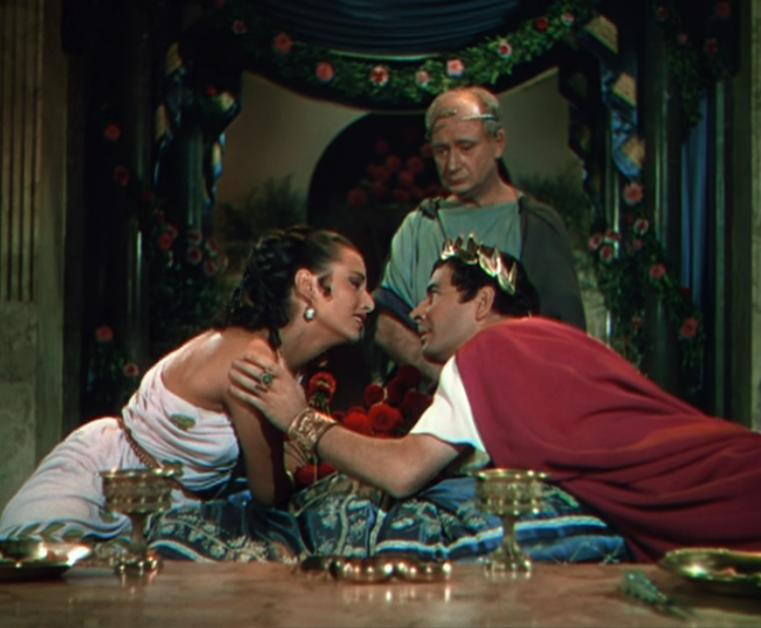
Marina Berti i Leo Genn interpreten Eunice i Petronio a Quo vadis? (1951).

El 1940 la jove Berti es va instal·lar a Roma per poder entrar al món del cinema. Descoberta pel director Piero Ballerini, va debutar davant les càmeres amb el film La fuggitiva, en el qual feia un paper menor, i el 1943 va actuar per primer cop com a protagonista a Giacomo l'idealista, d'Alberto Lattuada. Actriu dotada d'una gran bellesa i intensitat comunicativa, durant les dècades de 1950 i 1960 va actuar amb papers de relleu com els de Quo vadis? (1951), dirigida per Mervyn LeRoy, Febbre di vivere (1953), dirigida pel seu marit, Claudio Gora (pseudònim d'Emilio Giordana), i Un eroe del nostro tempo (1960), de Sergio Capogna, un film sobre la resistència italiana. Va participar també en importants produccions internacionals, especialment superproduccions de Hollywood com Ben Hur (1959), de William Wyler, i Cleòpatra (1963), de Joseph L. Mankiewicz. A partir de mitjans de la dècada de 1970, Berti va anar disminuint la seva presència a la pantalla gran. Casada amb l'actor i director Claudio Gora, el qual va conèixer el 1942 a Torí, Berti va tenir cinc fills, tots dedicats al món de l'espectacle: Andrea, Marina, Carlo, Lucca i Cristina.
Marina Berti morí de càncer a Roma el 2002.

## Filmografia
- La fuggitiva, de Piero Ballerini (1941)
- Divieto di sosta, de Marcello Albani (1943)
- Giacomo l'idealista, de Alberto Lattuada (1943)
- La primadonna, de Ivo Perilli (1943)
- La valle del diavolo, de Mario Mattoli (1943)
- La donna della montagna, de Renato Castellani (1943)
- La storia di una capinera, de Gennaro Righelli (1943)
- La porta del cielo, de Vittorio De Sica (1944)
- I dieci comandamenti, de Giorgio Chili (1944)
- Il fantasma della morte, de Giuseppe Guarino (1946)
- Il testimone, de Pietro Germi (1946)
- Preludio d'amore, de Giovanni Paolucci (1946)
- Notte di tempesta, de Gianni Franciolini (1946)
- Sinfonia fatale, de Victor Stoloff (1947)
- Il grido della terra, de Duilio Coletti (1948)
- Prince of Foxes, de Henry King (1949)
- Vespro siciliano, de Giorgio Pàstina (1949)
- Il cielo è rosso, de Claudio Gora (1950)
- Il capitano nero, de Giorgio Ansoldi (1951)
- Il sentiero dell'odio, de Sergio Grieco (1951)
- Quo vadis?, de Mervyn LeRoy (1951)
- Il deportato, de Robert Siodmak (1951)
- Operazione mitra, de Giorgio Cristallini (1951)
- Marmittoni al fronte, de Alexander Hall (1951)
- La regina di Saba, de Pietro Francisci (1952)
- Carne inquieta, de Silvestro Prestifilippo (1952)
- La colpa di una madre, de Carlo Duse (1952)
- Amore rosso, de Aldo Vergano (1952)
- Febbre di vivere, de Claudio Gora (1953)
- Il letto del re, de Gregory Ratoff (1954)
- Ai margini della metropoli, de Carlo Lizzani (1954)
- Casra diva, de Carmine Gallone (1954)
- I cavalieri della regina, de Mauro Bolognini (1955)
- Faccia da mascalzone, de Raffaele Andreassi (1955)
- Il canto dell'emigrante, de Andrea Forzano (1956)
- Maria Antonietta, regina di Francia, de Jean Delannoy (1956)
- Il cavaliere dalla spada nera, de László Kish (1956)
- Le avventure di Roby e Buck, de Gennaro De Dominicis (1958)
- Ben Hur, de William Wyler (1959)
- Un eroe del nostro tempo, de Sergio Capogna (1960)
- Madame Sans-Gene, de Christian-Jaque (1961)
- Jessica, de Jean Negulesco (1962)
- La congiura dei dieci, de Baccio Bandini (1962)
- Il tiranno di Siracusa, de Alberto Cardone (1962)
- Cleòpatra, de Joseph L. Mankiewicz (1963)
- Le conseguenze, de Sergio Capogna (1964)
- Intrigo a Parigi, de Jean-Paul Le Chanois (1964)
- Made in Italy, de Nanni Loy (1965)
- Un uomo, un cavallo, una pistola, de Luigi Vanzi (1967)
- Un angelo per Satana, de Camillo Mastrocinque (1967)
- Qualcuno ha tradito, de Franco Prosperi (1967)
- Temptation, de Lamberto Benvenuti (1968)
- L'Odissea, de Franco Rossi (1968)
- Giocando a golf una mattina, de Daniele D'Anza (1969)
- If It's Tuesday, This Must Be Belgium, de Mel Stuart (1969)
- L'odio è il mio, de Claudio Gora (1969)
- Strada senza uscita, de Gaetano Palmieri (1969)
- Il caso "Venere privata", de Yves Boisset (1970)
- La Califfa, de Alberto Bevilacqua (1970)
- Tre nel Mille, de Franco Indovina (1971)
- Buona parte di Paolina, de Nello Rossati (1973)
- Pianeta Venere, de Elda Tattoli (1974)
- La polizia chiede aiuto, de Massimo Dallamano (1974)
- Divina creatura, de Giuseppe Patroni Griffi (1975)
- l'ultimo treno della notte, de Aldo Lado (1975)
- Mosè, de Gianfranco De Bosio (1976)
- Garofano rosso, de Luigi Faccini (1976)
- Jesus of Nazareth, de Franco Zeffirelli (1977, miniserie televisiva)
- Una spirale di nebbia, de Eriprando Visconti (1977)
- Delitto di stato, de Gianfranco De Bosio (1982)
- Il pentito, de Pasquale Squitieri (1985)
- L'ultima mazurka, de Gianfranco Bettettini (1986)
- La posta in gioco, de Sergio Nasca (1987)
- Ostinato destino, de Gianfranco Albano (1991)
- Dall'altra parte del mondo, de Arnaldo Catinari (1992)
- L'amore che non sai, de G Tressles (1993)
- Amen, de Costantin Costa Gavras (2002)